# Сиу (язык)
Сиу (дакота) — язык народа сиу.

## Распространение
Распространён на севере США (между Великими озёрами и Скалистыми горами — в штатах Северная и Южная Дакота, Небраска, Миннесота, Монтана) и в южной и центральной Канаде (в провинциях Манитоба и Саскачеван).
Оценки общей численности носителей сиу варьируют от 10 до 26 тыс. человек (конец XX в.). В некоторых общинах сиу продолжает усваиваться детьми.

## Классификация
Сиу принадлежит к сиуанским языкам. Вместе с языками ассинибойн и стоуни образуют дакотскую группу. В соответствии с самой распространённой точкой зрения, представляет собой группу близкородственных диалектов, основные из которых (с востока на запад):
- санти-сиссетон (восточный дакота),
- янктон-янктонаи (западный дакота) (Ihą′ktʿųwą-Ihą′ktʿųwąna)[1],
- тетон (лакота, или лакхота; Lakʻota).

Иногда диалекты сиу рассматриваются как самостоятельные языки. Подробнее других изучен лакота.

## Фонетика
Для консонантизма сиу характерно тройное противопоставление смычных: простые — придыхательные — абруптивные (наподобие p-ph-p’).
Вокализм включает 5 простых (i, e, a, o, u) и 3 назализованных (į, ą, ų) гласных.

## Грамматика
Как и другие сиуанские языки, сиу принадлежит к полисинтетическому типу. Бо́льшая часть морфологических категорий сосредоточена в глагольной словоформе. Наиболее известная черта сиу — активная конструкция, требующая выражения семантических ролей (агенса и пациенса) вне зависимости от переходности глагола.
В сиу активность отражается не в именных падежах, а в глагольных префиксах. Так, значение «я» в роли агенса передаётся местоименным глагольным префиксом wa-, а в роли пациенса — префиксом ma-. Значение «ты» в роли агенса передаётся префиксом ya-, в роли пациенса -ni-. Например, в активных переходных глаголах: wa-hí «я пришёл», ya-hí «ты пришёл», но в инактивных непереходных глаголах: ma-hą́ske «я высокий», ni-hą́ske «ты высокий». Те же префиксы используются в переходных глаголах: ma-ya-'kte «меня-ты-убиваешь».

## Письменность
Сиу имеет длительную традицию изучения и является письменным около 150 лет. Письменность на латинской графической основе. Первоначально она была введена миссионерами в целях перевода Библии, позже письменностью сиу стали пользоваться исследователи, преподаватели и носители языка. Существует по крайней мере 11 разных орфографий.